# Фриче, Йоахим
Йо́ахим Фри́че (нем. Joachim Fritsche; 28 октября 1951, Делич, ГДР) — немецкий футболист, правый защитник. Выступал за национальную сборную ГДР. Участник чемпионата мира 1974 года.

## Карьера

### В сборной
В сборной ГДР Йоахим Фриче дебютировал 26 сентября 1973 года в отборочном матче чемпионата мира 1974 года со сборной Румынии, завершившимся победой восточных немцев со счётом 2:0. В 1974 году Фриче принял участие в единственном для своей страны чемпионате мира 1974 года, однако весь турнир он так и просидел на скамейке запасных. Своё последнее выступление за сборную Фриче провёл в товарищеском матче со сборной Аргентины 12 июля 1977 года, тот матч завершился поражением восточных немцев со счётом 0:2. Всего же за сборную Йоахим Фриче сыграл 14 официальных матчей.
| №  | Дата             | Соперник  | Счёт | Голы | Турнир                    |
| 1  | 26 сентября 1973 | Румыния   | 2:0  | -    | Отборочный матч к ЧМ 1974 |
| 2  | 17 октября 1973  | СССР      | 1:0  | -    | Товарищеский матч         |
| 3  | 3 ноября 1973    | Албания   | 4:1  | -    | Отборочный матч к ЧМ 1974 |
| 4  | 21 ноября 1973   | Венгрия   | 1:0  | -    | Товарищеский матч         |
| 5  | 26 февраля 1974  | Тунис     | 4:0  | -    | Товарищеский матч         |
| 6  | 13 марта 1974    | Бельгия   | 1:0  | -    | Товарищеский матч         |
| 7  | 29 мая 1974      | Англия    | 1:1  | -    | Товарищеский матч         |
| 8  | 29 июля 1975     | Канада    | 3:0  | -    | Товарищеский матч         |
| 9  | 31 июля 1975     | Канада    | 7:1  | -    | Товарищеский матч         |
| 10 | 3 сентября 1975  | СССР      | 0:0  | -    | Товарищеский матч         |
| 11 | 27 сентября 1975 | Бельгия   | 2:1  | -    | Отборочный матч к ЧЕ 1976 |
| 12 | 12 октября 1975  | Франция   | 2:1  | -    | Отборочный матч к ЧЕ 1976 |
| 13 | 21 апреля 1976   | Алжир     | 5:0  | -    | Товарищеский матч         |
| 14 | 12 июля 1977     | Аргентина | 0:2  | -    | Товарищеский матч         |

Итого: 14 матчей; 11 побед, 2 ничьих, 1 поражение.

## Достижения

### Командные
«Локомотив» (Лейпциг)
- Бронзовый призёр чемпионата ГДР: 1982
- Обладатель Кубка ГДР (2): 1976, 1981
- Финалист Кубка ГДР (2): 1973, 1977